# سلاو (دائرة انتخابية في المملكة المتحدة)
سلاو (بالإنجليزية: Slough)‏ هي إحدى الدوائر الانتخابية في المملكة المتحدة الممثلة في مجلس العموم في برلمان المملكة المتحدة.
عضو البرلمان الذي يمثلها حالياً هو :Fiona Mactaggart (Lab).